# 刘全 (1960年)
刘全（1960年8月—），中华人民共和国外交官，曾任中华人民共和国驻瓦努阿图共和国特命全权大使和中华人民共和国驻苏里南共和国特命全权大使。

## 生平
1985年，进入中华人民共和国外交部工作，先后在驻冈比亚大使馆、外交部北美大洋洲司、驻休斯敦总领事馆、驻瓦努阿图大使馆任职。2003年，任驻新西兰大使馆参赞。2006年，任外交部国外工作局参赞。2011年，任驻印度尼西亚大使馆公使衔参赞。2013年，出任中华人民共和国驻古晋总领事。2016年3月，出任中华人民共和国驻瓦努阿图大使。2018年8月，出任中华人民共和国驻苏里南大使。2021年6月，自驻苏里南大使离任。

## 荣誉

### 外国勋章奖章
- 棕榈大绶荣誉勋章（苏里南，2021年6月7日于帕拉马里博总统府颁发[4]）

## 家庭
已婚，有一子。